# ガチョウ足行進

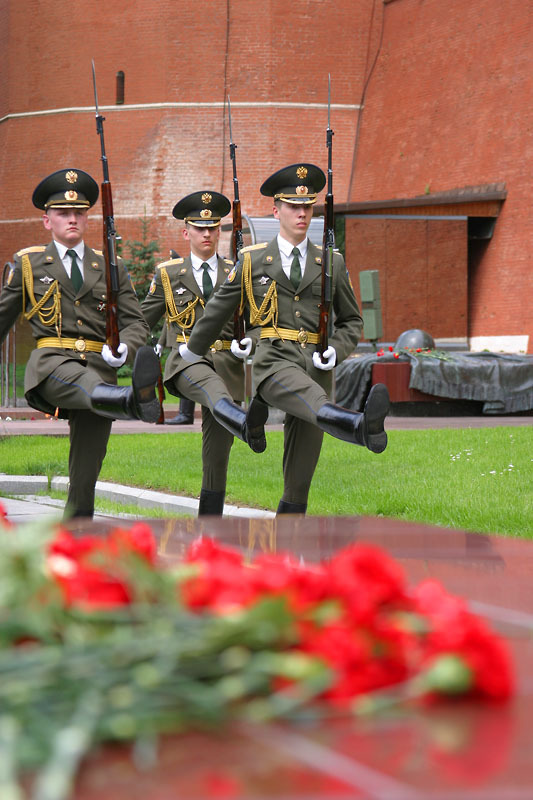
モスクワの無名戦士の慰霊碑で衛兵交代を行うロシア軍兵士

ガチョウ足行進（ガチョウあしこうしん、独: Stechschritt、英: Goose-Step、仏: Pas de l'oie、伊: Passo dell'oca）は、閲兵式や衛兵交代の際の行進の形式の1つに対する呼称である。英語からグースステップともいう。

## 概要・沿革

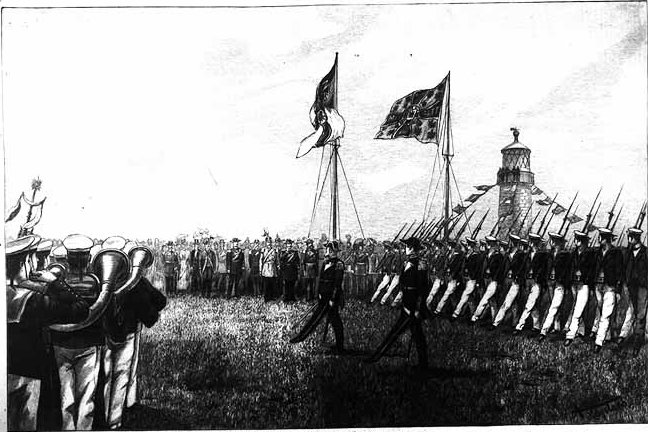
行進するドイツ帝国海軍将兵、1890年

膝を曲げずにまっすぐ伸ばした脚を高く上げるのが特徴。手の振り方は国によって異なる。
この行進を行う姿が、ガチョウが歩く姿を連想させたところから生じた呼称（俗称）で、どちらかといえば揶揄的な表現である。とりわけ20世紀半ばからはナチス・ドイツのイメージと結びついて記憶されており、そのような事情からしばしばナチス式行進とも呼ばれる。
プロイセン陸軍が発祥と考えられるが、明確な発生の事情は不明。軍部隊の同歩行進の特殊な形式で、プロイセン軍を中核とした統一後のドイツ軍に引き継がれ、式典や閲兵式にデモンストレートされた。
世界各国の軍隊でこの行進形式が取り入れられているのは、主に以下の経路による。
1. ドイツ経由：19世紀後半から20世紀初頭にかけて、プロイセン陸軍を模範として軍近代化を図った国々が、他の軍制度と同時にこの行進形式も導入。例：中華民国、南米諸国等。また1930年代 - 40年代には枢軸国でナチス・ドイツの行進が模倣される。例：イタリア（ムッソリーニ政権時代）等[注釈 4]（次節では◆で示す）。
2. ロシア・ソ連経由：第二次世界大戦後、社会主義体制をとった国々で、ロシア帝国[注釈 5]からこの行進を引き継いだソ連軍の影響で広まる。例：ソ連諸国、中華人民共和国、朝鮮民主主義人民共和国、ベトナム、キューバ、モンゴル等（次節では★で示す）。
3. 以上2つの経路のいずれか判別しがたい、または双方の要素が混在していると推測される国々。例：中・東欧諸国（次節では△で示す）。

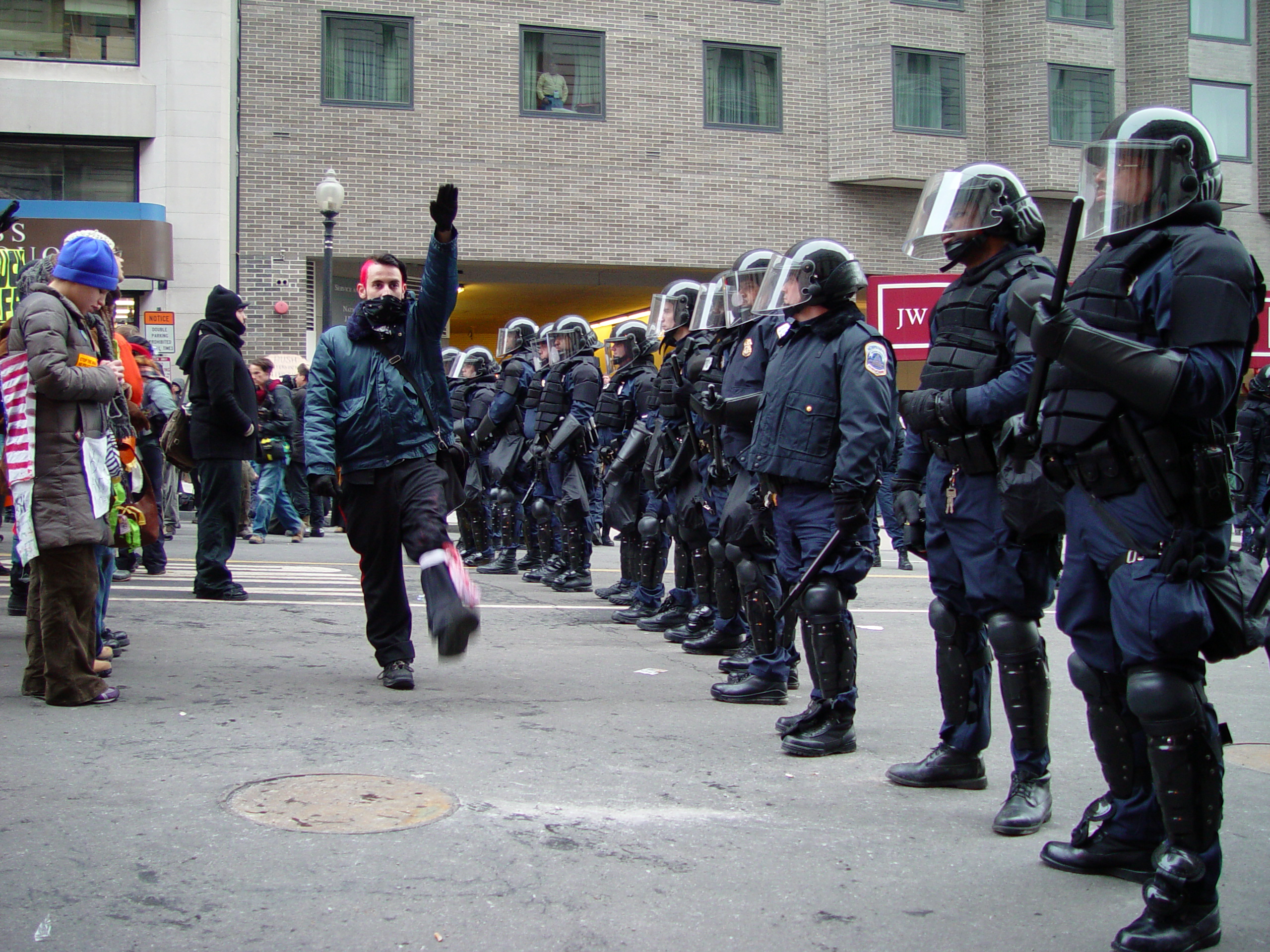
ブッシュ政権への皮肉の意図を込めて、ナチス式敬礼（本来の右腕ではなく左腕を挙げている）とガチョウ足行進を行うデモ参加者。ワシントン、2005年。

この行進形式は、厳しい訓練や規律正しさ、威厳をアピールする視覚的効果が高い（いわば「式典映えする」）反面、しばしば独裁的・権威主義的・軍国主義的・全体主義的な政治体制のイメージと結びつき、こうした政治体制の変革や否定にともなって廃止される場合が多い。
20世紀、自国ないしその体制に肯定的なニュアンスで（またはさらに積極的なプロパガンダの役割を期待されて）つくられた写真・ポスター・映像などが、正反対の否定的なニュアンスで用いられることがしばしば生じたが、いくつかの国の「一糸乱れぬガチョウ足行進」の写真や映像はこの典型的な対象となってきた。見た目通りかなり足に負荷のかかる行進である。

## ガチョウ足行進を採用している国、過去に採用していた国

### ヨーロッパ
- ドイツ（1945年まで）

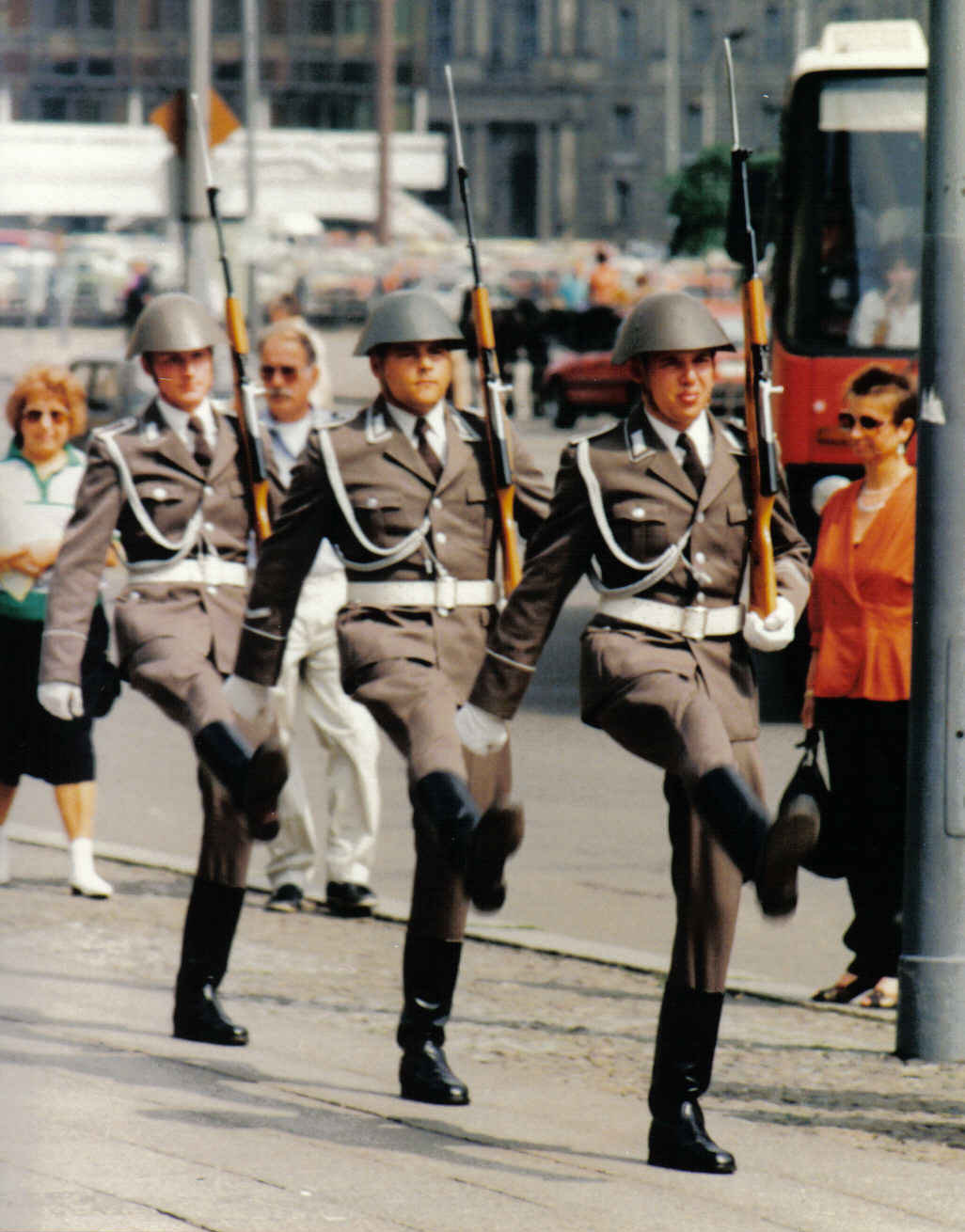
「ファシズムと軍国主義の犠牲者慰霊碑」での衛兵勤務に上番する国家人民軍の衛兵（東ドイツ、1990年夏）

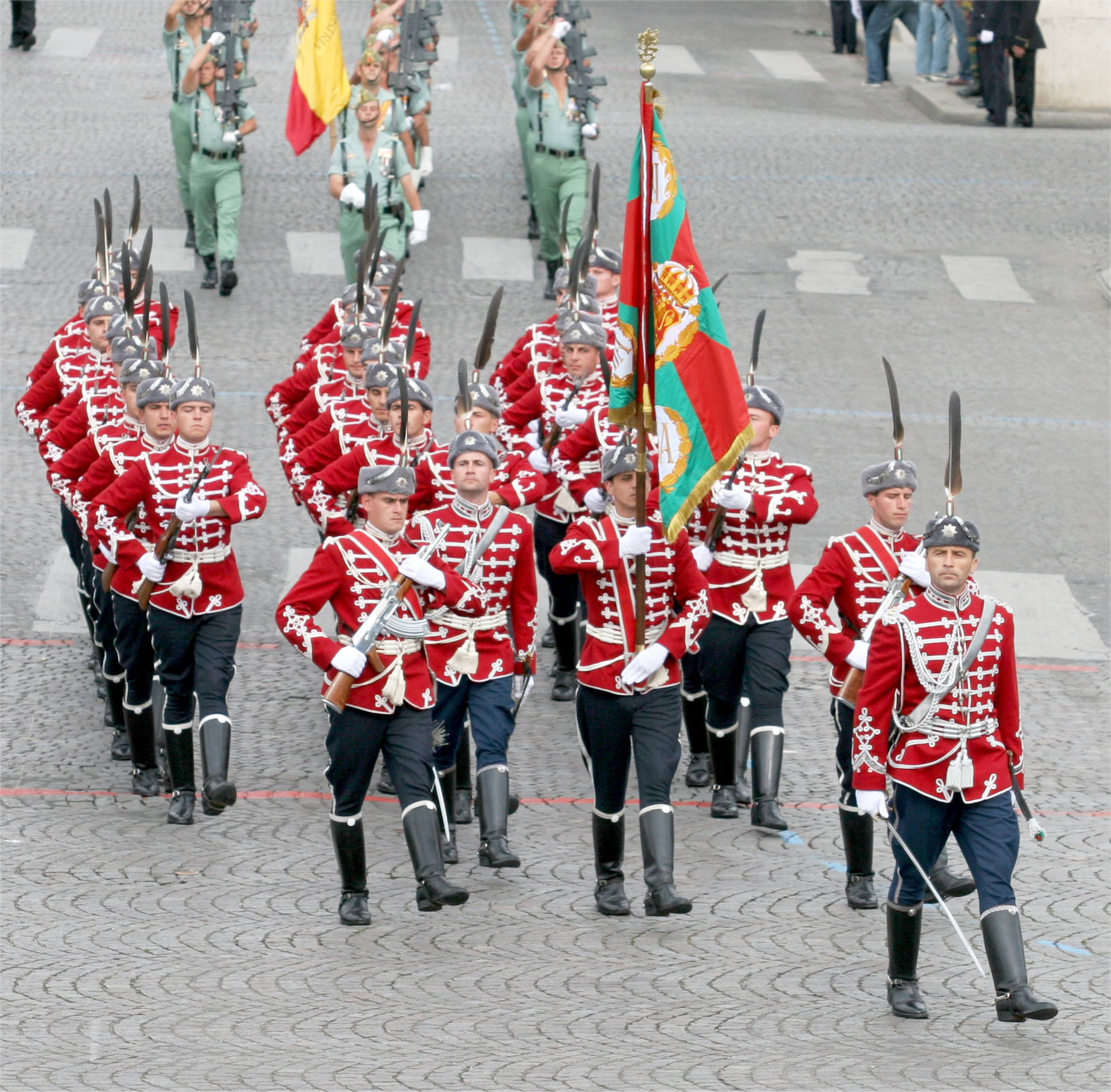
礼装でフランスの革命記念日パレードに参加し行進するブルガリア軍。後方のスペイン外人部隊は速歩行進のためグースステップを行っていない。2007年

  - ドイツ民主共和国（東ドイツ・1949年 - 1990年）※国家人民軍の創建は1956年[注釈 9]。
    - ドイツ連邦共和国（第二次世界大戦後の「西ドイツ」および1990年以降の統一ドイツ）では、連邦軍や警察においてはガチョウ足行進は行われなくなった。
- イタリア（1937年 - 1945年）◆[注釈 10]
- ソビエト連邦（1991年まで）
  - ロシア連邦（1991年以降）
  - ウクライナ
  - ベラルーシ
  - モルドバ[6]
  - ラトビア△
- ポーランド△
- ハンガリー△
- チェコスロバキア△
  - チェコ
  - スロバキア
- ルーマニア△
- ブルガリア△
- アルバニア△
- スペイン
  - 式典時の緩歩行進のみ。

### アジア

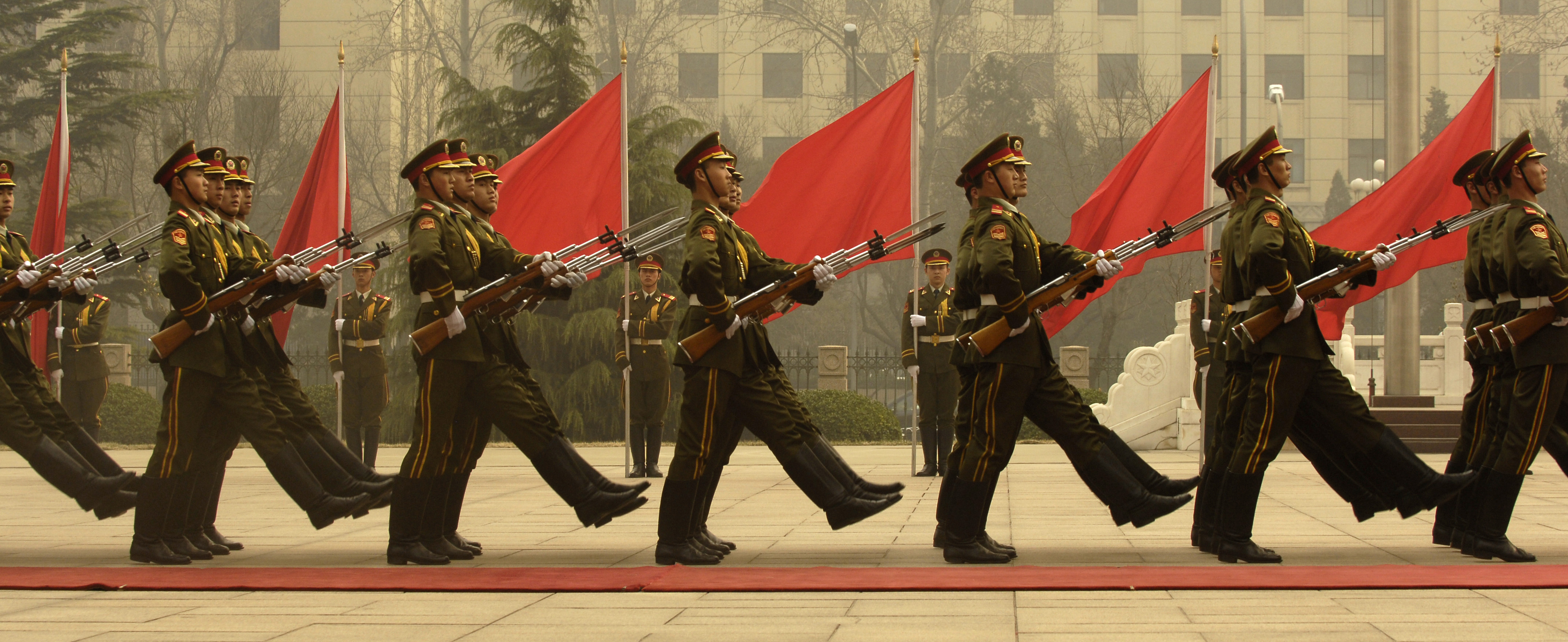
外国軍人の歓迎式典で行進する中国人民解放軍儀仗隊

- 中華民国（国民政府軍）◆（詳細は 中独合作を参照）。
  - 現在の台湾では、ガチョウ足行進（「双十節」の閲兵行進等）と英米式に近い形式（台北の「中正紀念堂」の衛兵交代等）が混在している。
- 中華人民共和国（中国人民解放軍）△[7]
  - 一国二制度のもとでの特別行政区である香港とマカオの警察は、旧宗主国（イギリス、ポルトガル）にならった独自の行進形式を採用してきた[8]。しかし香港警察は2021年から中国式の行進を取り入れ、2022年からは全面的に移行した。

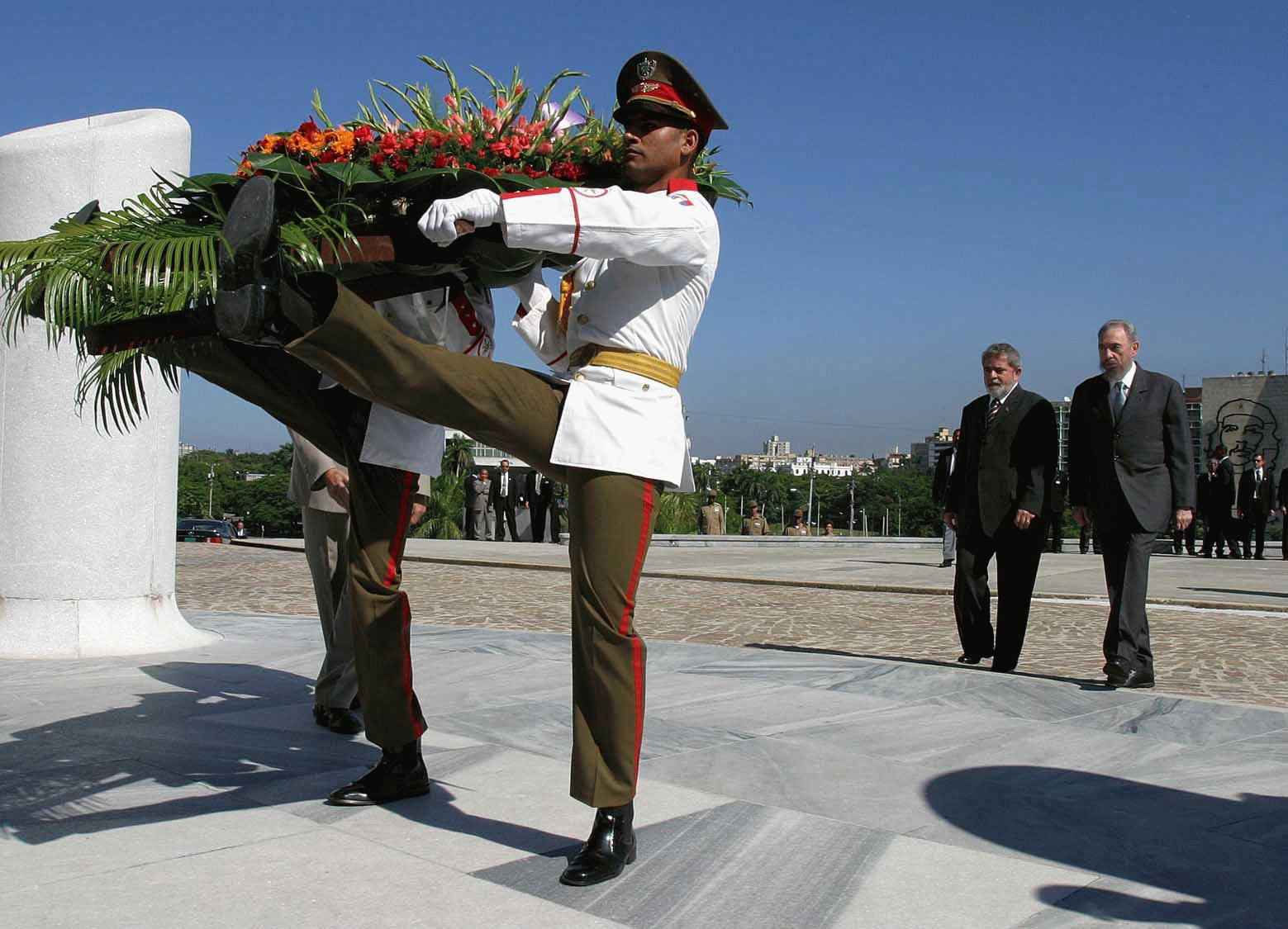
ハバナのホセ・マルティ記念碑に花輪を捧げるキューバ軍兵士。ルラ・ブラジル大統領（奥左側）のキューバ訪問時、2003年。奥右側はフィデル・カストロ国家評議会議長

- モンゴル★
- 北朝鮮（朝鮮人民軍）★
- ベトナム★[注釈 11]
- ラオス★[注釈 12]
- カンボジア★
- タイ△
- インドネシア△
- アフガニスタン△
- イラン△[9]
- 旧ソビエト連邦諸国★
  - キルギス
  - カザフスタン
  - トルクメニスタン
  - アゼルバイジャン

- カタール★[注釈 13][10]

### アフリカ
- エチオピア（1975年 - 1991年）★
- アンゴラ（1975年 - 1990年）★

### アメリカ

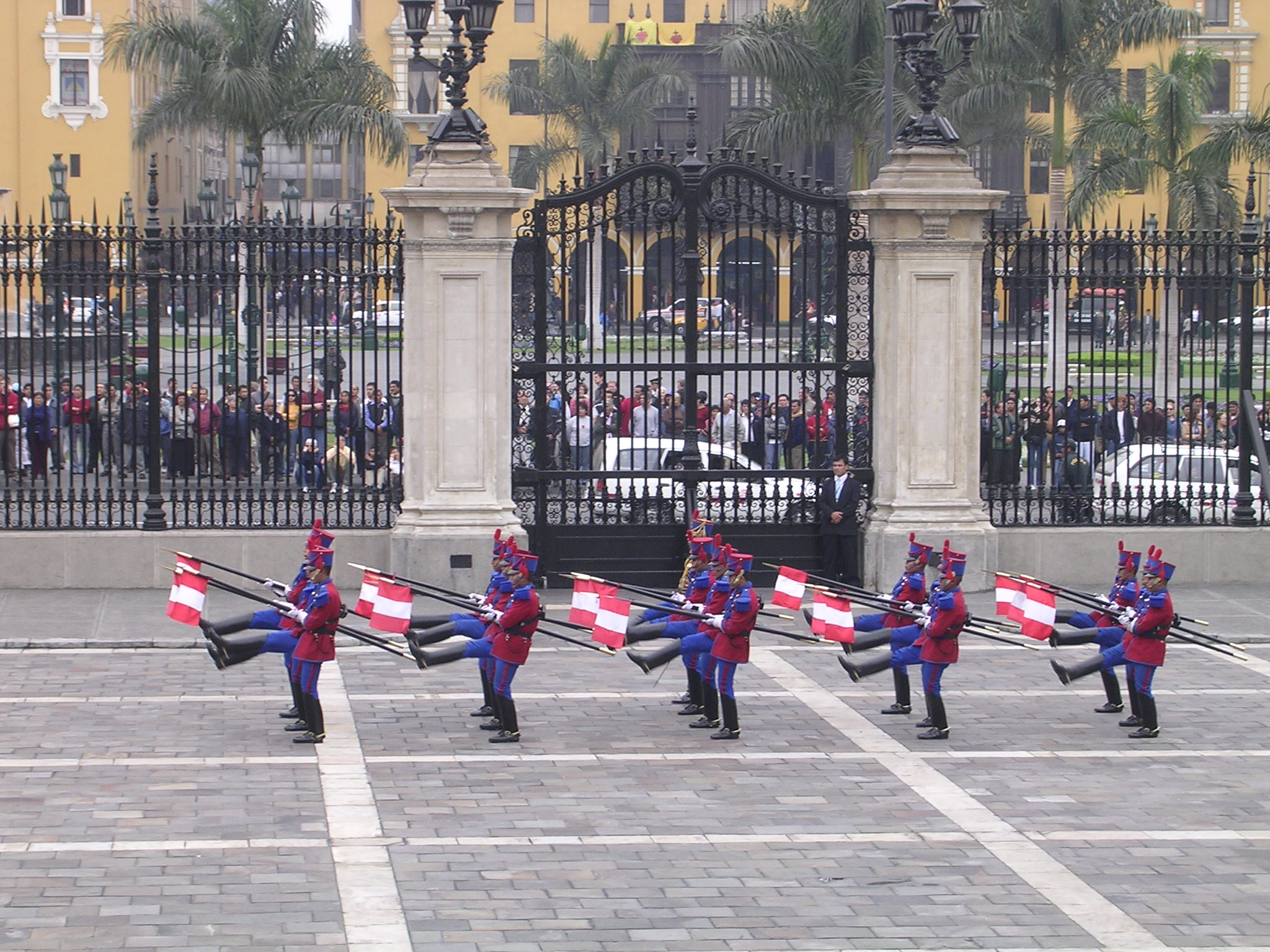
ペルー・リマの大統領官邸前で行われる衛兵交代式 （2005年）

- メキシコ△
- キューバ（1959年 - ）★
- ニカラグア★
- ベネズエラ◆
- エクアドル◆
- ペルー◆
- ボリビア◆
- パラグアイ◆[11][12][13]
- アルゼンチン◆
- チリ◆

## 映画等でガチョウ足行進が登場するシーン
ある国の体制ないし政権に対する批判的なメッセージを込めた演出である場合が多い。
- イギリス映画「ブラジルから来た少年」（フランクリン・J・シャフナー監督、1978年）には、アスンシオンの街路をパラグアイ軍の将兵がガチョウ足行進するシーンがある。
- アメリカ映画「サルバドル/遥かなる日々」（オリバー・ストーン監督、1986年）では、市民のデモを鎮圧しようとするエルサルバドル政府軍の将兵が、集合、整列の際にガチョウ足行進を行う。
- スペインのドキュメンタリー映画「戒厳令下チリ潜入記」（ミゲル・リティン監督、1986年）では、式典でガチョウ足行進をするチリ軍将兵の映像が紹介される。
- 中国映画「大閲兵」（チェン・カイコー監督、1986年）では、北京で行われる国慶節軍事パレードに参加するため、人民解放軍某空挺部隊の将校達と若い兵士達がさまざまな悩みや疑問を抱えつつも、過酷なガチョウ足行進の訓練を行う姿が描かれる。作中の登場人物の発言として、パレード本番で各将兵が閲兵壇の前を行進するのはわずか96歩ずつであるのに対し、訓練では1万メートル近くを歩いたとされる。またパレードが始まる場面では、軍の各部隊に加えて民兵など準軍事組織の梯隊も写され、それぞれが主人公たちと同様の訓練を受けてきたことが示唆される。
- アメリカのドキュメンタリー映画「ボウリング・フォー・コロンバイン」（マイケル・ムーア監督、2002年）では、第二次世界大戦後にアメリカが直接･間接に関わった世界各地の紛争に言及するシーンで、イラン軍将兵（パーレビ国王の閲兵）、チリ軍将兵（ピノチェト大統領の閲兵）がガチョウ足行進をする映像が用いられている。
- ドイツ映画「グッバイ、レーニン!」（ヴォルフガング・ベッカー監督、2003年）では、1989年10月7日の東ドイツ建国記念日（建国40周年記念にして、同国最後の建国記念日）の軍事パレードのシーン（当時の実際の報道映像を使用）が登場する。また、衛兵交代をする東ドイツ兵の近くを西側企業の商品を運ぶ車が横切る場面が、ベルリンの壁崩壊後の社会の急変を象徴する演出として用いられている。